# Villa Ukika
Villa Ukika es una localidad chilena, ubicada a 2 km al este de Puerto Williams, en la isla Navarino, Región de Magallanes y de la Antártica Chilena. Es conocida por ser el lugar donde viven los descendientes de los últimos representantes del pueblo yagán.

## Historia
La localidad surgió en 1967 luego de que las autoridades navales de Puerto Williams decidieran el traslado de los yaganes que habitaban el sector de Bahía Mejillones. Para la década siguiente, la población de la villa alcanzaba los 58 habitantes; en el mismo período se produce la aculturización del pueblo yagán, producto del acceso más fácil a servicios de salud, educación y comunicaciones.
Hacia fines de los años 1990 en Villa Ukika existían catorce viviendas, la mayoría de ellas construida en madera y latón y ocupada por sus propios dueños. Entre los habitantes más conocidos de la localidad, se encontraban las hermanas Úrsula y Cristina Calderón, últimas hablantes nativas del idioma yagán.
La comunidad yagán residente en Villa Ukika es propietaria de gran parte de las edificaciones del lugar, así como también de terrenos aledaños.

## Servicios
En Villa Ukika existe el «Centro de Artesanía Yagán Kipa-Ákar» —«Casa de la Mujer» en idioma yagán—, construido entre 2003 y 2004, donde se exhiben y venden artesanías típicas yaganes, consistentes en cestería hecha de juncos y réplicas a escala de las canoas utilizadas para navegar por los canales australes. También se presenta la gastronomía típica del sector, consistente principalmente en productos marinos.